# Шеклфорд (Калифорнија)
Шеклфорд (енгл. Shackelford) насељено је место без административног статуса у америчкој савезној држави Калифорнија.

## Демографија
По попису из 2010. године број становника је 3.371, што је 1.799 (-34,8%) становника мање него 2000. године.
| Група             | 2000.         | 2010.         |
| Белци             | 1.366 (26,4%) | 550 (16,3%)   |
| Афроамериканци    | 73 (1,4%)     | 27 (0,8%)     |
| Азијати           | 49 (0,9%)     | 59 (1,8%)     |
| Хиспаноамериканци | 3.522 (68,1%) | 2.685 (79,6%) |
| Укупно            | 5.170         | 3.371         |